# Memmiusze
Memmiusze (Memmii) – rzymski ród plebejski, z którego wywodziło się kilku trybunów ludowych od czasów wojny jugurtyńskiej do czasów Augusta. Pierwszym członkiem rodu, który osiągnął znaczenie, był Gajusz Memmiusz pretor w 175 p.n.e.
W Eneidzie Wergiliusza jako eponim rodu Memmiuszów występuje Mnesteus jeden z towarzyszy Eneasza.
Publiusz Memmiusz Regulus, który był konsulem dodatkowym (consul suffectus) w 31 n.e. oraz namiestnikiem Mezji, Macedonii i Achai w latach 35-44 n.e., przyczynił się do nadania obywatelstwa szeregu przedstawicieli elit Peloponezu, o czym świadczy liczne nomen Memmiuszy używane przez dostojników greckich.

## Przedstawiciele rodu
- Gajusz Memmiusz Kwirynus – edyl przed 216 p.n.e.
- Gajusz Memmiusz – pretor 175 p.n.e. i 172 p.n.e., namiestnik Sycylii.
- Tytus Memmiusz – legat rzymski wysłany w 170 p.n.e. do Galów w sprawie skargi na Gajusza Kasjusza Longinusa konsula w 171 p.n.e.
- Kwintus Memmiusz – legat wysłany przez senat do Żydów około 163-2 p.n.e. (II Machabejska 11:34-38).
- Gajusz Memmiusz – trybun ludowy w 111 p.n.e., pretor w 104 p.n.e., zamordowany w 100 p.n.e., gdy ubiegał się o konsulat.
- Lucjusz Memmiusz – młodszy brat Gajusza Memmiusza trybuna z 111 p.n.e.
- Lucjusz Memmiusz – senator, który w 112 p.n.e. odwiedził Aleksandrię w Egipcie i został gościnnie przyjęty przez Kleopatrę III.
- Lucjusz Memmiusz Gal[erius] – znany ze srebrnej monety (denarius serratus) datowanej na 106 p.n.e.[5] Zdjęcia monety na stronie National Museums Scotland: awers i rewers oraz na stronie CoinProject.com.
- Gajusz Memmiusz – kwestor w latach 77-75 p.n.e. przy Pompejuszu w Hiszpanii. Zginął w 75 p.n.e. w bitwie niedaleko Saguntu.
- Gajusz Memmiusz – trybun ludowy w 66 p.n.e., poeta i mówca. Był patronem Lukrecjusza.
- Gajusz Memmiusz – konsul dodatkowy (consul suffectus) w 34 p.n.e., syn Gajusza Memmiusza trybuna ludowego z 66 p.n.e. i Kornelii Fausty córki Sulli.
- Publiusz Memmiusz – wymieniony jako świadek na rozprawie Aulusa Cecyny w 69 p.n.e.[6]
- Publiusz Memmiusz Regulus – konsul dodatkowy (consul suffectus) 31 n.e.
- Lucjusz Memmiusz Pollio – konsul dodatkowy (consul suffectus) 49 n.e.[7][8]
- Gajusz Memmiusz Regulus – konsul 63 n.e.[9], prawdopodobnie syn[10][11] Publiusza Memmiusza Regulusa, konsula z 31 n.e.
- Lucjusz Memmiusz Rufus – prokonsul Macedonii z pierwszej połowy II w. n.e. znany z edyktu dotyczącego finansowania gimnazjonu w Berei[12].
- Lucjusz Memmiusz – syn Gajusza, kwestor, trybun ludowy, prefekt legionu XXVI i VII, pontyfik Albanus znany z inskrypcji oznaczonej jako CIL VI 1460 = CIL XIV 2264 = ILS 887[13][14].
- Senecjo Memmiusz Afer – prokonsul Sycylii, konsul dodatkowy (consul suffectus) w czasach Trajana, w czerwcu 99 n.e. razem z Publiuszem Sulpicjuszem Lukrecjuszem Barbą[15][16].
- Lucjusz Memmiusz Tuscullus Senecjo (Lucius Memmius Tuscullus Senecio) – syn poprzedniego[17], znany z inskrypcji CIL XIV 3597 = ILS 1042[18][16].
- Lucjusz Memmiusz Tuscullianus (Lucius Memmius Tuscullianus) – syn poprzedniego i Cezenii Frontyny[16].
- Gajusz Memmiusz Fidus Juliusz Albiusz – dowódca legionu, legat cesarski i konsul dodatkowy (consul suffectus) w II w. n.e.

## Greccy obywatele rzymscy
- Publius Memmius Cleander – duumwir w 66/67 n.e. w Koryncie, gdzie nadzorował wzniesienie posągu cesarza Nerona, epimeleta amfiktionii delfickiej i kapłan kultu cesarskiego[19].
- Publius Memmius Damares – patronom w 144/145 n.e.[20]
- Publius Memmius Deximachus – prawdopodobnie eponimiczny patronom, syn Memmi Pasicharei i Publiusza Memmiusza Pratolasa[21].
- Gaius Memmius Eudamus – otrzymał nomen za pośrednictwem namiestnika[11].
- Publius Memmius Philodamus – syn poprzedniego[11].
- Publius Memmius Pratolaus – eponimiczny patronom, epimeleta pełniący urząd patronoma w imieniu boga Likurga w latach 20. III w. n.e.[22]
- Memmius Aurelius Eutychus – epimeleta, dwukrotny gimnazjarcha, nadzorował naprawę mostu na Eurotasie około połowy III w. n.e.[23]
- Publius Memmius Pratolas – mąż Memmi Pasicharei, ojciec Tytusa Statiliusa Lampariasa Memmianusa i Publiusza Memmiusza Deximachusa[21].
- Publius Memmius Critolaus Theocles – ekwita i trybun wojskowy w I w. n.e.[24]
- Memmia Ageta – pierwsza żona senatora Brasidasa ze Sparty[25].
- Memmia Pasicharea – siostra Tytusa Statiliusza Lampariasa, żona Publiusza Memmiusza Patrolasa, matka Publiusza Memmiusza Deximachusa i Tytusa Statiliusa Lampariasa Memmianusa[21].
- Gaius Memmius Threptos – znany z popiersia datowanego na II w. n.e. dedykowanego Zeusowi Hypsistosowi (Najwyższemu), które jest przechowywane w Muzeum Archeologicznym w Pireusie[26].

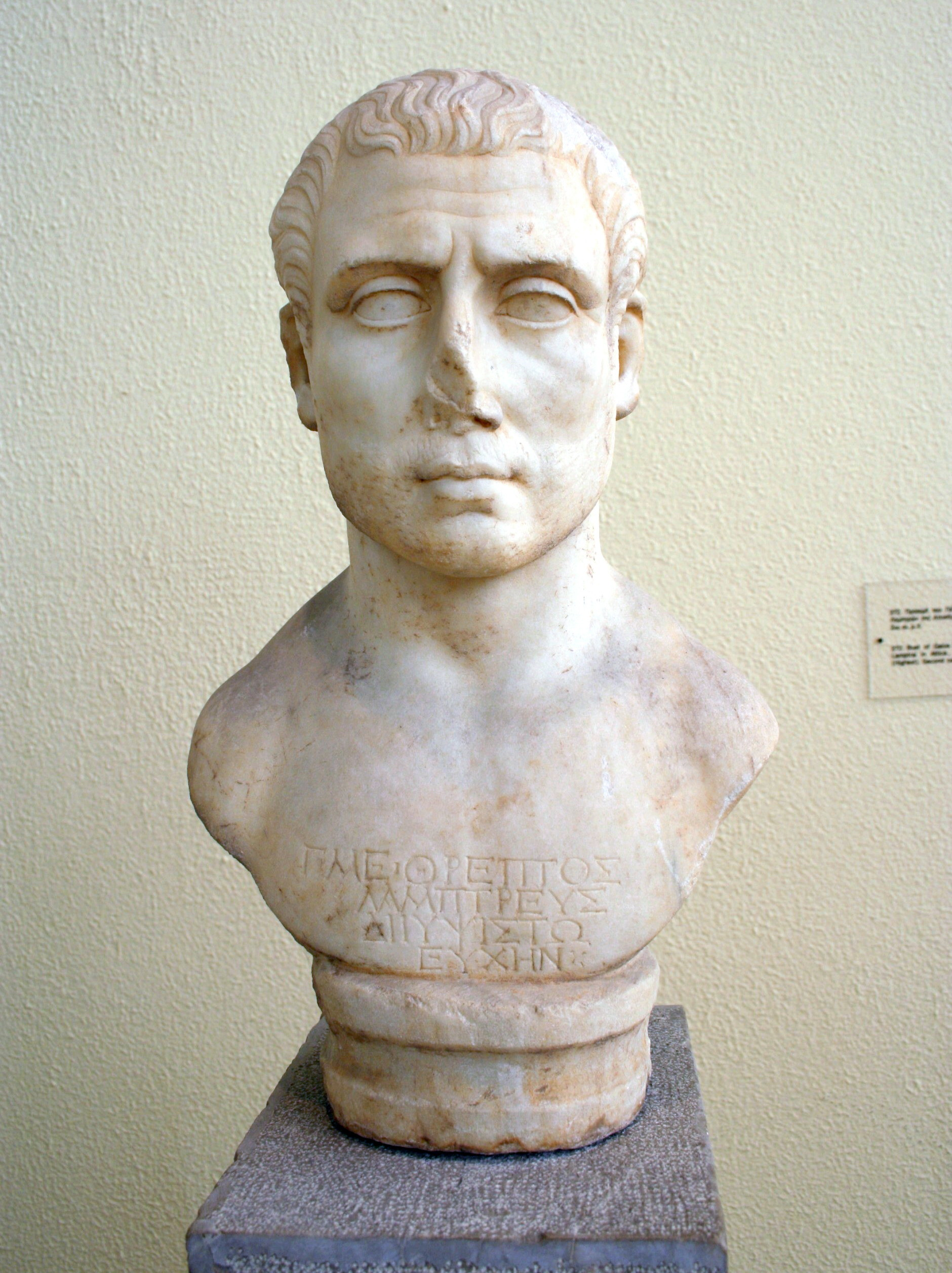
Popiersie Gajusza Memmiusza Threptosa